# Zlaté Moravce
Zlaté Moravce (în germană Goldmorawitz, în maghiară Aranyosmarót) este un oraș din Slovacia cu 15.473 locuitori.

## Demografie
| An:                | 1994   | 2004    | 2014    | 2024   |
| ------------------ | ------ | ------- | ------- | ------ |
| Număr de persoane: | 15.694 | 13.554  | 11.855  | 11.762 |
| Diferență:         |        | −13,63% | −12,53% | −0,78% |

| An:                | 2023   | 2024   |
| ------------------ | ------ | ------ |
| Număr de persoane: | 11.803 | 11.762 |
| Diferență:         |        | −0,34% |

## Personalități
- István Lipovniczky (1814-1885), episcop romano-catolic de Oradea Mare

## Orașe înfrățite
Zlaté Moravce este înfrățit cu:
- Hulín, Cehia